# Malawi az 1972. évi nyári olimpiai játékokon
Malawi az NSZK-beli Münchenben megrendezett 1972. évi nyári olimpiai játékok egyik részt vevő nemzete volt. Az országot az olimpián 3 sportágban 16 sportoló képviselte, akik érmet nem szereztek. Malawi első alkalommal vett részt az olimpiai játékokon.

## Atlétika
Férfi
| Versenyző        | Versenyszám | Előfutam | Előfutam | Előfutam | Negyeddöntő | Negyeddöntő | Negyeddöntő | Elődöntő | Elődöntő | Elődöntő | Döntő   | Döntő    |
| Versenyző        | Versenyszám | Idő      | Hely.    | Össz.    | Idő         | Hely.       | Össz.       | Idő      | Hely.    | Össz.    | Idő     | Helyezés |
| ---------------- | ----------- | -------- | -------- | -------- | ----------- | ----------- | ----------- | -------- | -------- | -------- | ------- | -------- |
| Moustafa Matola  | 100 m       | 11,31    | 7.       | 84.      | kiesett     | kiesett     | kiesett     | kiesett  | kiesett  | kiesett  | kiesett | kiesett  |
| Eston Kaonga     | 200 m       | 22,18    | 6.       | 52.      | kiesett     | kiesett     | kiesett     | kiesett  | kiesett  | kiesett  | kiesett | kiesett  |
| William Msiska   | 400 m       | 48,81    | 7.       | 54.      | kiesett     | kiesett     | kiesett     | kiesett  | kiesett  | kiesett  | kiesett | kiesett  |
| Harry Nkopeka    | 800 m       | 1:57,7   | 8.       | 55.      |             |             |             | kiesett  | kiesett  | kiesett  | kiesett | kiesett  |
| Harry Nkopeka    | 1500 m      | 4:00,9   | 9.       | 61.      |             |             |             | kiesett  | kiesett  | kiesett  | kiesett | kiesett  |
| Matthews Kambale | Maraton     |          |          |          |             |             |             |          |          |          | 2:45:50 | 56.      |

| Versenyző         | Versenyszám | Selejtező | Selejtező | Döntő    | Döntő    |
| Versenyző         | Versenyszám | Eredmény  | Helyezés  | Eredmény | Helyezés |
| ----------------- | ----------- | --------- | --------- | -------- | -------- |
| Daniel Mkandawire | Magasugrás  | 190 cm    | 36.*      | kiesett  | kiesett  |
| Martin Matupi     | Hármasugrás | 13,57 m   | 34.       | kiesett  | kiesett  |

| Versenyző          | Versenyszám | 100 m | 100 m | Távolugrás | Távolugrás | Súlylökés | Súlylökés | Magasugrás | Magasugrás | 400 m | 400 m | 110 m gát | 110 m gát | Diszkoszvetés | Diszkoszvetés | Rúdugrás | Rúdugrás | Gerelyhajítás | Gerelyhajítás | 1500 m | 1500 m | Végeredmény | Végeredmény |
| Versenyző          | Versenyszám | Idő   | Pont  | Eredmény   | Pont       | Eredmény  | Pont      | Eredmény   | Pont       | Idő   | Pont  | Idő       | Pont      | Eredmény      | Pont          | Eredmény | Pont     | Eredmény      | Pont          | Idő    | Pont   | Pont        | Helyezés    |
| ------------------ | ----------- | ----- | ----- | ---------- | ---------- | --------- | --------- | ---------- | ---------- | ----- | ----- | --------- | --------- | ------------- | ------------- | -------- | -------- | ------------- | ------------- | ------ | ------ | ----------- | ----------- |
| Wilfred Mwalawanda | Tízpróba    | 11,95 | 591   | 568 cm     | 533        | 12,27 m   | 617       | 165 cm     | 540        | 52,68 | 691   | 18,54     | 543       | 38,82 m       | 662           | 330 cm   | 615      | 71,28 m       | 894           | 4:37,4 | 541    | 6227        | 22.         |

Női
| Versenyző       | Versenyszám | Előfutam | Előfutam | Előfutam | Negyeddöntő | Negyeddöntő | Negyeddöntő | Elődöntő | Elődöntő | Elődöntő | Döntő   | Döntő    |
| Versenyző       | Versenyszám | Idő      | Hely.    | Össz.    | Idő         | Hely.       | Össz.       | Idő      | Hely.    | Össz.    | Idő     | Helyezés |
| --------------- | ----------- | -------- | -------- | -------- | ----------- | ----------- | ----------- | -------- | -------- | -------- | ------- | -------- |
| Missie Misomali | 100 m       | 12,78    | 8.       | 45.      | kiesett     | kiesett     | kiesett     | kiesett  | kiesett  | kiesett  | kiesett | kiesett  |
| Mabel Saeluzika | 200 m       | 28,29    | 6.       | 37.      | kiesett     | kiesett     | kiesett     | kiesett  | kiesett  | kiesett  | kiesett | kiesett  |
| Emesia Chizunga | 800 m       | 2:19,22  | 7.       | 36.      |             |             |             | kiesett  | kiesett  | kiesett  | kiesett | kiesett  |
| Emesia Chizunga | 1500 m      | 4:41,47  | 8.       | 35.      |             |             |             | kiesett  | kiesett  | kiesett  | kiesett | kiesett  |

* - két másik versenyzővel azonos eredményt ért el

## Kerékpározás

### Országúti kerékpározás
| Versenyző       | Versenyszám   | Idő           | Helyezés      |
| --------------- | ------------- | ------------- | ------------- |
| Raphael Kazembe | Mezőnyverseny | nem ért célba | nem ért célba |
| Grimon Langson  | Mezőnyverseny | nem ért célba | nem ért célba |

## Ökölvívás
| Versenyző       | Versenyszám | Selejtező         | 32-es főtábla             | Nyolcaddöntő                | Negyeddöntő       | Elődöntő          | Döntő             | Helyezés |
| Versenyző       | Versenyszám | Ellenfél Eredmény | Ellenfél Eredmény         | Ellenfél Eredmény           | Ellenfél Eredmény | Ellenfél Eredmény | Ellenfél Eredmény | Helyezés |
| --------------- | ----------- | ----------------- | ------------------------- | --------------------------- | ----------------- | ----------------- | ----------------- | -------- |
| Shekie Kongo    | Papírsúly   |                   | erőnyerő                  | Chanyalew Haile (ETH) · RSC | kiesett           | kiesett           | kiesett           | 9.       |
| Jungle Thangata | Pehelysúly  | erőnyerő          | Antonio Rubio (ESP) · RSC | kiesett                     | kiesett           | kiesett           | kiesett           | 17.      |
| Tatu Chionga    | Könnyűsúly  | erőnyerő          | Karel Kašpar (TCH) · 0-5  | kiesett                     | kiesett           | kiesett           | kiesett           | 17.      |